# Ministerie van Handel, Nijverheid en Scheepvaart
Het Ministerie van Handel, Nijverheid en Scheepvaart is een voormalig Nederlands ministerie.
Het ministerie heeft bestaan in de periode tussen 1935 en 1937 en nadien weer in de periode tussen 1940 en 1944.
Het ministerie ontstond in 1935 als voortzetting van het ministerie van Economische Zaken waarvan in dat jaar de beleidsterreinen landbouw en visserij waren afgesplitst. Nadat enige jaren later deze beide beleidsterreinen weer waren toegevoegd, werden ze in 1940 weer afgesplitst en herrees het ministerie van Handel, Nijverheid en Scheepvaart. In 1944 werden scheepvaart en visserij als beleidsterreinen weer afgestoten en ging het ministerie verder onder de naam ministerie van Handel, Nijverheid en Landbouw.
Ministers waren:
- Henri Gelissen - RKSP, 2-9-1935 t/m 24-6-1937
- Mr. M.P.L. Steenberghe - RKSP, 3-9-1940 t/m 17-11-1941
- Dr. J. van den Tempel (a.i.) - SDAP, 18-11-1941 t/m 8-1-1942
- P.A. Kerstens - RKSP, 9-1-1942 t/m 31-5-1944

Algemene Zaken (AZ) · 
Asiel en Migratie (A&M) · 
Binnenlandse Zaken en Koninkrijksrelaties (BZK) · 
Buitenlandse Zaken (BZ) ·
Defensie (Def) · 
Economische Zaken (EZ) · 
Financiën (Fin) · 
Infrastructuur en Waterstaat (I&W) · 
Justitie en Veiligheid (J&V) · 
Klimaat en Groene Groei (KGG) · 
Landbouw, Visserij, Voedselzekerheid en Natuur (LVVN) ·
Onderwijs, Cultuur en Wetenschap (OCW) · 
Sociale Zaken en Werkgelegenheid (SZW) · 
Volksgezondheid, Welzijn en Sport (VWS) · 
Volkshuisvesting en Ruimtelijke Ordening (VRO)

Voormalige ministeries:
Algemene Oorlogvoering van het Koninkrijk (AOK) ·
Arbeid, Handel en Nijverheid ·
 Binnenlandse Zaken en Landbouw ·
Cultuur, Recreatie en Maatschappelijk Werk (CRM) ·
Economische Zaken en Arbeid ·
Economische Zaken, Landbouw en Innovatie (EL&I) · 
Eredienst ·
Handel en Nijverheid ·
Handel, Nijverheid en Landbouw ·
Handel, Nijverheid en Scheepvaart ·
Infrastructuur en Milieu ·
Justitie (Just) ·
Koloniën, later Overzeese Gebiedsdelen ·
Landbouw, Natuurbeheer en Visserij ·
Landbouw, Nijverheid en Handel ·
Landbouw en Visserij ·
Landbouw, Visserij en Voedselvoorziening ·
Maatschappelijk Werk ·
Marine ·
Oorlog ·
Onderwijs en Wetenschappen ·
 Onderwijs, Kunsten en Wetenschappen ·
Openbare Werken ·
Openbare Werken en Wederopbouw ·
Sociale Zaken en Volksgezondheid ·
Verkeer ·
Verkeer en Energie ·
Verkeer en Waterstaat (V&W) · 
Volksgezondheid en Milieuhygiëne ·
Volkshuisvesting en Bouwnijverheid ·
Volkshuisvesting, Ruimtelijke Ordening en Milieubeheer (VROM) ·
Waterstaat ·
Waterstaat, Handel en Nijverheid ·
Wederopbouw en Volkshuisvesting ·
Welzijn, Volksgezondheid en Cultuur (WVC)